# Victor Osipov
Victor Osipov (n. 8 octombrie 1971, Popeasca, raionul Ștefan Vodă) este un politician din Republica Moldova, care din 18 februarie 2015 îndeplinește funcția de viceprim-ministru pentru reintegrare al Republicii Moldova, fiind a doua oară în acest post după mandatul din perioada 2009-2011 în Guvernul Filat (1).
Victor Osipov a fost prim-vicepreședinte Partidului Alianța Moldova Noastră (2009-2011).

## Biografie

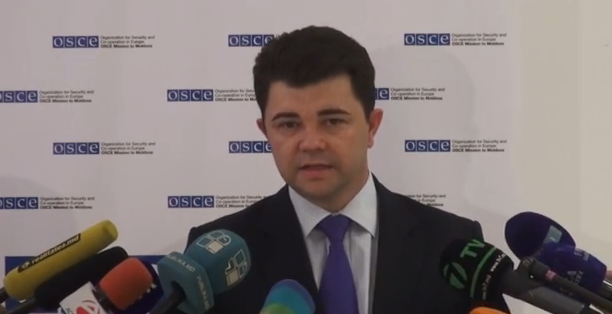

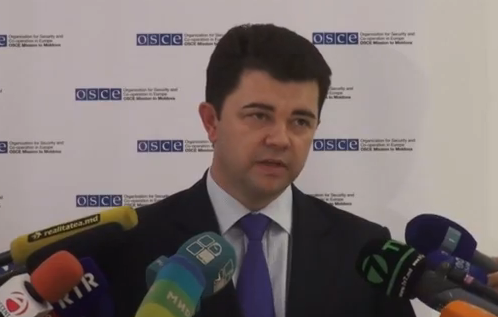

Victor Osipov s-a născut la 8 octombrie 1971 în satul Popeasca, raionul Ștefan Vodă. În anul 1993 a absolvit Facultatea de Jurnalism și Științe ale Comunicării la Universitatea de Stat din Moldova, iar în 2008 - Institutul European de Studii Politice din Republica Moldova. 
- Din 1992 pînă la 1995 - redactor, comentator, șef de secție în cadrul Postului "Radio Moldova Internațional".
- Din 1996 pînă la 2000 - director al Postului Radio d'Or în cadrul Asociației OWH.
- Din 2000 pînă la 2003 - director al Postului public municipal "Euro TV Chișinău".
- Din 2001 pînă la 2004 - director executiv al Asociației Presei Electronice APEL.

În anul 2005 a devenit consilierul al fracțiunei parlamentare AMN și a ocupat funcția pîna în 2009. La alegeri parlamentare din aprilie 2009 a fost ales deputat în parlament din partea Alianței Moldova Noastră. 
Prin Decretul Președintelui Republicii Moldova nr. 4-V din 25 septembrie 2009 a fost numit în funcția de viceprim-ministru al Republicii Moldova.
La congresul VIII al Alianței “Moldova Noastră” desfășorat la 12 decembrie 2009 Victor Osipov a fost ales în calitate de prim-vicepreședinte al partidului. 
A candidat la funcția de deputat și la alegeri parlamentare 2010 din partea AMN (nr.2 în listă). AMN nu a depășit pragul electoral de 4%, acumulînd numai 2,05% de voturi valabil exprimate.
La 9 martie 2011 Victor Osipov și-a anunțat retragerea sa din activitatea politică, implicit, din funcția de prim-vicepresedinte al Alianței “Moldova Noastră”. Peste o lună partidul Alianța „Moldova Noastră” a fuzionat cu Partidul Liberal Democrat din Moldova.
La 2 iulie 2014, Victor Osipov a devenit managerul campaniei electorale a Partidului Democrat din Moldova pentru alegerile parlamentare din toamna anului 2014.
Din 18 februarie 2015 îndeplinește funcția de viceprim-ministru al Republicii Moldova în Guvernul Gaburici și apoi în Guvernul Streleț.
Victor Osipov este căsătorit și are trei copii.